# Mary Rodgers
Mary Rodgers (New York City, 11 gennaio 1931 – 26 giugno 2014) è stata una scrittrice e compositrice inglese, principalmente conosciuta per il romanzo A ciascuno il suo corpo (1972) dal quale sono state tratte tre opere di finzione cinematografica.

## Biografia
La Rodgers nacque a New York. Era figlia del compositore Richard Rodgers e di sua moglie, Dorothy Belle (nata Feiner). Aveva una sorella, la signora Linda Emory. Frequentò la Scuola Brearley a Manhattan, e si diplomò in musica al Wellesley College. 
Iniziò a scrivere musica all'età di 16 anni. La sua carriera professionale ebbe inizio con la scrittura delle canzoni per il Little Golden Records, ossia album per bambini con canzoni di tre minuti. Una di queste registrazioni, Alì Babà ei 40 ladroni, che fu inciso nel 1957, caratterizzò le esibizioni di Bing Crosby e le canzoni di Maria Rodgers scritte con il paroliere Sammy Cahn. Compose musiche per la televisione, tra cui il jingle per lo spot principe "Spaghetti".
Il suo primo full-length musical fu Once Upon a Mattress, che fu anche la sua prima collaborazione con il paroliere Marshall Barer con il quale continuò a scrivere canzoni per quasi un decennio. Il musical aprì su Off Broadway nel maggio 1959 e si trasferì a Broadway nel corso dell'anno. Dopo il periodo iniziale dello show di 244 spettacoli, [5] vi fu un tour negli Stati Uniti (nel 1960), una produzione nel West End di Londra del 1960, tre produzioni televisive (nel 1964, 1972 e 2005), e un revival di Broadway (1996). Cast e album sono stati pubblicati per la produzione originale di Broadway, la produzione originale di Londra, e il revival di Broadway. Fino ad oggi, lo spettacolo è spesso eseguito da gruppi di comunità e delle scuole negli Stati Uniti.
Un altro progetto compositivo significativo per lei fu il "The Mad Show", una rivista musicale basata su Mad Magazine che si aprì su Off Broadway nel gennaio del 1966 ed continuò per un totale di 871 rappresentazioni. Un album con il cast originale, prodotto da Goddard Lieberson, è stato rilasciato per il Columbia Masterworks. Anche se lo spettacolo iniziò come una collaborazione con Marshall Barer, egli abbandonò prima che il progetto fosse completato e le canzoni restanti dello show dispongono di testi di Larry Siegel (co-autore del libro dello show), Steven Vinaver, e Stephen Sondheim, che contribuirono con le parole di una parodia di "The Girl from Ipanema" chiamata "The Boy From ..." sotto lo pseudonimo di Esteban Ria Nido. 
Nessuno dei suoi altri spettacoli ebbe lo stesso livello di successo, ma anche scrisse musica per musical e riviste, tra cui Dalla A alla Z (1960), Hot Spot (1963), di lavoro (1978), e una donna di Phyllis Newman mostra La pazza di Central Park West (1979). Una rivista di musica di Rodgers intitolato Hey, Amore, ideato e diretto da Richard Maltby Jr. venne pubblicata nel giugno del 1993 a ottantotto anni della maratona di New York. 
Mary alla fine passò scrittura di libri per bambini, in particolare Quel pazzo Venerdì (1972), che fu trasformato in un lungometraggio (uscito 1976) per il quale Rodgers scrisse la sceneggiatura, e che venne rifatto per la televisione nel 1995, e ancora una volta per i cinema nel 2003. Altri libri per bambini della Rodger includono un miliardo per Boris (1974, poi ripubblicato col titolo ESP TV), Switch Summer (1982), e The Rotten Book (1985). Ella contribuì inoltre alle canzoni dell'album punto di riferimento per i bambini Liberi di essere ... "You and Me". Fece alcune brevi incursioni di nuovo nel comporre per il teatro musicale, tra cui un adattamento del suo libro Quel pazzo Venerdì (con libretto e testi di John Forster) che fu presentato da TheatreWorks / USA nel 1991 e The Griffin e il Minor Canon, che fu prodotto da Music Theatre Group, ma dopo il secondo spettacolo che non compose più e non syonò di nuovo il piano. Spiegò poi: "Ho avuto un piacevole talento, ma non è un talento incredibile ... Non ero pari a mio padre o mio figlio. E devi abbandonare quel genere di cose ". [13]
Il suo primo marito, che sposò nel mese di dicembre 1951, fu l'avvocato Julian B. Beaty, Jr. . Ebbero tre figli, Tod, Kim, e Nina Beaty. La loro unione si concluse nel 1957 con il divorzio. Il suo secondo matrimonio con il regista Henry Guettel, produsse due figli, Alec e Adam, un pluripremiato ai Tony award come compositore per il teatro musicale. Terminò con la morte di Hanry.
Mary Rodgers fu direttrice dell'Organizzazione "Rodgers e Hammerstein" e membro del consiglio di ASCAP. Lavorò anche per diversi anni come presidente della Juilliard School.
Morì il 26 giugno 2014, all'età di 83 anni a seguito di una malattia cardiaca. Le sopravvissero i cinque figli nati dai due matrimoni, sette nipoti, i pronipoti, la sorella, e gli altri nipoti con famiglie. [1]

## Opere
- A ciascuno il suo corpo (1972) - ISBN 8883321731 oppure ISBN 9788883321733